# Bulbophyllum amygdalinum
Bulbophyllum amygdalinum là một loài phong lan thuộc chi Bulbophyllum.